# Need for Speed: ProStreet
Need for Speed: ProStreet (укр. Жага швидкості: Професійні гонки; відома також, як NFS: ProStreet або NFS: PS) — гра в жанрі аркадних автогонок, 11-та частина серії Need for Speed, розроблена компанією Electronic Arts. Офіційно була анонсована 31 травня 2007. У NFS: ProStreet використовується абсолютно новий рушій. Акцент у NFS: PS зміщений з аркадних гонок до реалістичних змагань. Функція «Autosculpt», уперше представлена в NFS: Carbon, зазнала певних змін. Уперше за довгий час, у серії з'явилася система пошкоджень.

## Сюжет
Раян Купер — головний герой гри, ймовірно покінчив з вуличними перегонами, виходить у світ — на спеціалізовані закриті гоночні траси. Він бере участь у гонках, але навіть у такому вигляді гонок є королі. Він домагається поваги королів, проходячи змагання в різних точках світу, потім перемагає їх. Діставшись до Ре Ватанабе (Ryo Watanabe) — Короля фіналів, власника Mitsubishi Lancer X, гравець перемагає його, забирає його машину і стає королем стріта. Тут розкривається ім'я головного героя гри.
Як головні персонажі в ProStreet представлено дві дівчини — Крістал Форскатт (Krystal Forscutt) і Саєко Охасі (Sayoko Ohashi).

## Особливості гри та нововведення
- Система пошкоджень: Тепер слід їздити більш обережно, не стикатися з суперниками і огорожами, інакше ви ризикуєте перетворити машину на купу мотлоху. Тепер розбити або пом'яти можна будь-яку деталь. Після перегонів потрібно ремонтувати автомобіль, що не безкоштовно.

- Допрацьована система Autosculpt: Тепер найменші зміни зовнішнього вигляду автомобіля будуть позначатися на його поведінці. Зменшення кута нахилу спойлера або висоти бампера впливає на показники машини. Стандартну машину можна перетворити на космічну ракету

- Тонка настройка двигуна: Мотору приділено не менше уваги. Його можна налаштовувати, домагаючись потрібного ефекту. Якщо в ранніх серіях Need For Speed автомобіль був засобом самовираження, то тепер головну роль грає начинка

- Ліцензований автопарк: У грі представлено близько 20 знаменитих авто виробників

- Передова графіка: Моделі машин відтворені до дрібних деталей. Красиве небо, клуби диму з-під коліс, моделі глядачів ще більше підсилюють відчуття реальності подій

## Автомобілі
У грі представлено 55 автомобілів (46 у версії для PS2) від 26 різних автомобільних концернів. Для серії примітно, що серед автомобілів є тільки вісім дорогих спорткарів. Колекційне видання гри містить 5 додаткових транспортних засобів.
Список стандартних 55 автомобілів:
|        | Повний привід | Задній привід | Передній привід |
| ------ | --- | --- | --- |
| 3-клас | 1. Lamborghini Murcielago LP640 (2006) 2. Mitsubishi Lancer Evo IX (2006) 3. Mitsubishi Lancer Evo X (2007) 4. Nissan GT-R Proto (2005) 5. Nissan GT-R (2007) 6. Nissan Skyline GT-R R34 (1999) 7. Porsche 911 Turbo (2006) 8. Subaru Impreza WRX STi (2006) | 1. BMW M3 E46 (2003) 2. BMW M3 E92 (2007) 3. BMW Z4 (2007) 4. Cadillac CTS-V (2006) 5. Chevrolet Corvette Z06 (2006) 6. Chevrolet Corvette C6 (2005) 7. Chevrolet Camaro Concept (2006) 8. Dodge Viper SRT-10 (2006) 9. Ford Mustang GT (2006) 10. Ford GT (2006) 11. Pagani Zonda F (2006) 12. Pontiac GTO (2006) 13. Porsche Cayman S (2006) 14. Porsche 911 GT2 (2008) 15. Ford Shelby GT500 (2006) | |
| 2-клас | 1. Audi S3 (2007) 2. Audi TT 3.2 Quattro (2007) 3. Audi S4 (2006) 4. Ford Escort RS Cosworth (1996) 5. Volkswagen Golf R32 (2006) | 1. Chevrolet Corvette (1967) 2. Chevrolet Chevelle SS (1970) 3. Dodge Challenger R/T (1971) 4. Dodge Charger R/T (1969) 5. Ford Mustang GT (2003) 6. Infiniti G35 (2003) 7. Lotus Elise (2006) 8. Mazda RX-7 (1995) 9. Mazda RX-8 (2006) 10. Nissan 350Z (2006) 11. Plymouth Hemi Cuda (1970) 12. Pontiac GTO (1965) 13. Toyota Supra RZ (1998)                                                        | 1. Acura Integra Type R (1999) 2. Chevrolet Cobalt SS (2006) 3. Ford Focus ST (2005) 4. Mazda Mazdaspeed3 (2006) 5. Volkswagen Golf GTI (2006) |
| 1-клас | 1. Mitsubishi Eclipse (1999) | 1. Chevrolet Camaro SS (1967) 2. Nissan Silvia S15 (1999) 3. Nissan 240SX (1989) 4. Shelby GT500 (1967) 5. Toyota Corolla GTS AE86 (1986) | 1. Acura RSX (2006) 2. Honda Civic Si (2006) 3. Honda Civic (1999)                                                                             |

У колекційну версію також увійшли:
1. Acura Integra LS (2001)
2. Acura NSX (2005)
3. Lexus IS350 (2006)
4. Audi RS4 (2006)
5. Pontiac Solstice GXP (2006)

В Booster Pack увійшли:
1. Aston Martin DB9 (2006)
2. Aston Martin DBR9 (2005)
3. Audi R8 (2007)
4. Bugatti Veyron 16.4 (2006)
5. Dodge Challenger Concept (2008)
6. Honda S2000 (2003)
7. Koenigsegg CCX (2006)
8. Lamborghini Gallardo Superleggera (2007)
9. Lancia Delta Integrale Evo (1991)
10. McLaren F1 (1998)
11. Mercedes-Benz SL65 AMG (2004)
12. Plymouth Road Runner (1968)
13. Porsche 911 GT3 (2007)
14. Porsche 911 GT3 RS (2007)
15. Porsche Carrera GT (2006)
16. Seat Leon Cupra (2005)

Також в Booster Pack увійшли 2 нових треки.

## Саундтрек
1. Airbourne — Blackjack
2. Avenged Sevenfold — Almost Easy
3. Bloc Party — Prayer (Does It Offend You, Yeah? Remix)
4. Chromeo — Fancy Footwork (Guns ‘N Bombs Remix)
5. Clutch — Power Player
6. CSS — Odio Odio Odio Sorry C
7. Datarock — I Used To Dance With My Daddy (Karma Harvest Mix)
8. Digitalism — Pogo
9. Dude 'N Nem — Watch My Feet
10. DÚNÉ — A Blast Beat
11. Foreign Islands — We Know You Know It
12. Junkie XL feat. Lauren Rocket — More (Junk O Flamenco Remix)
13. Junkie XL feat. Lauren Rocket — More (Junk O Rock Remix)
14. Junkie XL feat. Lauren Rocket — More (Junk O Punk Remix)
15. Junkie XL feat. Lauren Rocket — More
16. Junkie XL — Castellated Nut
17. Klaxons — Atlantis To Interzone
18. MSTRKRFT — Neon Knights
19. Neon Plastix — On Fire
20. Peaches — Boys Wanna Be Her (Tommie Sunshine's Brooklyn Fire Retouch)
21. Plan B — More Is Enough feat. Epic Man
22. Plan B — No Good (Chase & Status and Benni G Remix)
23. Smallwhitelight — Spite
24. The Faint — Dropkick The Punks
25. The Horrors — Draw Japan
26. The Rapture — The Sound
27. The Toxic Avenger — Escape (Bloody Beetroots Remix)
28. TV on the Radio — Wolf Like Me
29. UNKLE — Restless feat. Josh Homme
30. We Are Wolves — Fight And Kiss
31. Wiley — Bow E3
32. Yeah Yeah Yeahs — Kiss Kiss
33. Year Long Disaster — Leda Atomica
34. Yelle — A Cause Des Garcons (Riot In Belgium Remix)